# Enric Cirici
Enric Cirici (Barcelona, 1931) és un enginyer químic, diplomat en estudis europeus i empresari del sector paperer internacional. Al llarg de la seva vida ha estat vinculat amb continuades actuacions de resistència civil.
El 1960 es veu implicat en els Fets del Palau de la Música i anteriorment ho va estar en el cas Galinsoga. L'any 1961 fou un dels fundadors de la discogràfica EDIGSA. També va participar en la campanya “Volem bisbes catalans”. Va ser promotor d'iniciatives com la llibreria Ona i la Nova Cançó, considerava imprescindible la creació d'una premsa en català i, com per accident, es trobà presidint l'empresa editora del diari Avui.
Ha publicat entre d'altres La generació dels Fets de Palau i Cançons per a un temps de silenci. Impulsor de la tertúlia Cruïlla de debat a l'Ateneu Barcelonès d'on actualment n'és membre la junta.

## Obres
- Raquel. 2000. ISBN 9788486441296
- La generació dels fets del palau. 2001. ISBN 9788486441395
- Cançons per a un temps de silenci. 2002. ISBN 9788486441548
- Els nens que van viure la guerra. 2010. ISBN 9788486441548